# Altınoluk, Edremit
Altınoluk là một thị trấn thuộc huyện Edremit, tỉnh Balıkesir, Thổ Nhĩ Kỳ. Dân số thời điểm năm 2010 là 14.717 người.